# Kevin Mack
James Kevin Mack (Kings Mountain, 9 agosto 1962) è un ex giocatore di football americano statunitense che ha militato nel ruolo di fullback nella United States Football League (USFL) e nella National Football League (NFL).

## Carriera
Al college Mack giocò a football a Clemson. Fu scelto dai Washington Federals nel Draft Territoriale USFL 1984 e fu poi scambiato con i Los Angeles Express, dove disputò la stagione 1984.
Fu scelto anche dai Cleveland Browns come undicesimo assoluto nel Draft Supplementare per i giocatori della USFL e della CFL del 1984. Nella sua prima stagione nella NFL nel 1985 corse 1.104 yard e 7 touchdown, venendo premiato come rookie dell'anno della AFC, convocato per il Pro Bowl e inserito nella formazione ideale dei rookie dalla Pro Football Writers of America. Quell'anno, assieme al compagno Earnest Byner, divenne parte della terza coppia nella storia della lega a superare le 1.000 yard corse nella stessa stagione. Mack rimase ai Browns per tutto il resto della carriera fino al 1993, venendo convocato per il suo secondo Pro Bowl nel 1987.

## Palmarès
- Convocazioni al Pro Bowl: 2

1985, 1987
- PFWA All-Rookie Team - 1985